# Michaelstone-y-Fedw
Michaelstone-y-Fedw är en community i Storbritannien.   Den ligger i kommunen Newport och riksdelen Wales, i den södra delen av landet, 200 km väster om huvudstaden London.